# نان خامه‌ای
نان خامه‌ای، (به انگلیسی: Cream puff) یا پروفیترول (به انگلیسی: Profiterole) یا شو، (به فرانسوی: Chou à la crème) یک نوع شیرینی به شکل توپ است که از خمیر پفی تهیه شده و داخل آن از خامهٔ زده شده، کرم کاستارد و بستنی پر می‌شود. این نوع شیرینی ممکن است ساده باشد یا به‌وسیلهٔ سس شکلات، پودر قند یا کارامل تزئین شود. در بسیاری از منابع، شمال ایتالیا به عنوان منشأ اصلی آن نام برده شده‌است. در برخی از مراسم با روی هم چیدن نان خامه‌ای آن را به شکل هرم درآورده و برای تزئین به کار می‌برند.

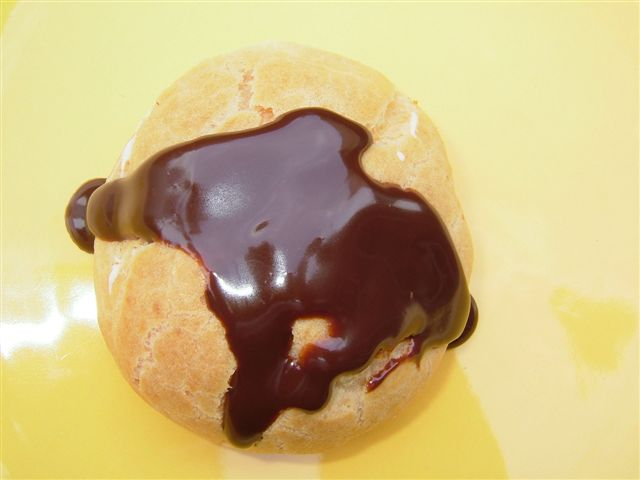
نان خامه‌ای با سس شکلات